# Relativity Robotics Challege
Relativity Robotics Challenge este o competiție de robotică desfășurată la Buzău, România, organizată de Liceul Teoretic de Informatică „Alexandru Marghiloman” împreună cu echipa de robotică a liceului, Relativity. Prima ediție a avut loc în martie 2025, în sala de sport a liceului, și a propus un program competițional orientat spre dezvoltarea aptitudinilor STEM și stimularea muncii în echipă în rândul elevilor și pasionaților de robotică.

## Prezentare generală
Relativity Robotics Challenge urmărește promovarea educației tehnice prin probe standardizate pentru roboți autonomi. Evenimentul este gândit ca o platformă de învățare și validare practică a competențelor de proiectare mecanică, electronică și programare, într-un cadru competitiv cu reguli clare, arbitraj dedicat și criterii transparente de punctare. Accesul la competiție, categoriile, regulamentele și comunicările oficiale sunt publicate pe site-ul evenimentului.

## Istoric
Inițiativa organizării Relativity Robotics Challenge a apărut în 2025, în cadrul Liceului Teoretic de Informatică „Alexandru Marghiloman”, ca răspuns la interesul în creștere pentru proiecte de robotică aplicată. Prima ediție a consolidat formatul competițional și logistica necesară (zone de concurs, spații de pregătire, alimentare electrică controlată, program de verificări tehnice și sesiuni de antrenament).
Pentru ediția a doua, programată în perioada 27 februarie – 1 martie 2026, organizatorii anunță extinderea portofoliului de probe și optimizarea fluxurilor operaționale (înregistrare, programări pe categorii, publicarea rezultatelor în timp util).

## Categorii și format
Relativity Robotics Challenge cuprinde probe pentru roboți autonomi, diferențiate prin constrângeri de gabarit/masă, tipul suprafeței de joc și obiectivele tehnice. La prima ediție (2025) au fost incluse următoarele:
- Mega Sumo – roboți autonomi de talie mare, care urmăresc împingerea adversarului în afara suprafeței de joc.

- Mini Sumo – variantă cu constrângeri reduse de dimensiune/masă față de Mega Sumo, cu aceleași obiective de joc.

- Micro Sumo – versiunea miniaturizată a probei Sumo, accent pe proiectare compactă și senzorizare eficientă.

- Humanoid Sumo – roboți cu morfologie umanoida care concurează în format Sumo, cu cerințe specifice de echilibru și control al mersului.

- Humanoid Triathlon – probă multi-disciplinară pentru roboți umanoizi (de regulă alergare/întoarcere, echilibru, urcarea/coborârea obstacolelor ori alte segmente definite prin regulament).

- Line Follower Classic – parcurgerea autonomă a unui traseu marcat (linie contrastantă) pe viteză/precizie.

- Line Follower Turbo – format orientat pe viteză ridicată, cu toleranțe mai mici la abatere și trasee mai solicitante.

- Line Follower Enhanced – format cu elemente suplimentare (curbe strânse, intersecții, segmente cu aderență diferită sau alți parametri detaliați în regulament).

În 2026 se adaugă proba Drag Race, axată pe accelerație, tracțiune și stabilitate direcțională pe o distanță fixă.

## Regulament și arbitraj
Regulile Relativity Robotics Challenge stabilesc parametrii tehnici pentru fiecare categorie (dimensiuni, masă, alimentare, restricții privind componentele), procedurile de inspecție tehnică, modul de desfășurare a meciurilor/manșelor și criteriile de departajare. Arbitrajul și cronometrarea se desfășoară conform procedurilor publicate înainte de concurs.
Infrastructura tehnică și formatul competițional sunt aliniate regulilor competițiilor de tip olimpiadă/challenge din domeniul roboticii educaționale, cu accent pe:
- siguranță (gestionarea surselor de alimentare, verificări înainte de intrarea pe suprafața de concurs, folosirea materialelor conforme);

- corectitudine (zone de start, timpi standard, reluări în condiții specifice);

- transparență (afișarea regulilor, programelor și rezultatelor pe canalele oficiale).

## Organizare și infrastructură digitală
Relativity Robotics Challenge este organizată de Liceul Teoretic de Informatică „Alexandru Marghiloman” împreună cu echipa de robotică Relativity.
- Site-ul oficial ([https://[1] https://[1]]) este găzduit pe domeniu propriu de către EssenByte Solutions și a fost dezvoltat de aceeași echipa.

- Echipa Relativity gestionează fluxurile operaționale ale competiției (înscrieri, validarea echipelor, comunicări către participanți, programarea meciurilor și interacțiunea cu voluntarii/arbitrii).

- Actualizările programului, anunțurile tehnice și materialele-suport (ghiduri pentru participanți, formulare, timetables) sunt distribuite prin website și canale sociale.

## Participare
Înscrierea se realizează online, conform calendarului anunțat, prin completarea formularelor publicate pe site-ul competiției. Eligibilitatea echipelor și a roboților este verificată în cadrul inspecției tehnice, înainte de intrarea în probe. Detalii privind numărul de membri în echipă, vârsta participanților, tipurile de componente permise și orice taxe/garanții sunt precizate în documentația oficială aferentă fiecărei ediții.

## Promovare și impact
Comunicarea publică a evenimentului se face prin website, rețele sociale și parteneriate educaționale locale. Pentru edițiile organizate, au fost derulate campanii de marketing prin e-mail și reclame pe Google, cu obiectivul de a informa potențialii participanți, a atrage voluntari și a crește vizibilitatea proiectului în comunitate.

## Calendarul edițiilor
2025 — Buzău
Desfășurată în martie 2025, în sala de sport a Liceului Teoretic de Informatică „Alexandru Marghiloman”. Au fost incluse categoriile: Mega Sumo, Mini Sumo, Micro Sumo, Humanoid Sumo, Humanoid Triathlon, Line Follower Classic, Line Follower Turbo, Line Follower Enhanced.
2026 — Buzău (programată)
Programată pentru perioada 27 februarie – 1 martie 2026, cu introducerea probei Drag Race.

## Guvernanță și conformitate
Organizatorii mențin proceduri de integritate competițională, evitarea conflictelor de interese în arbitraj și protecția datelor personale pentru procesele de înscriere. Orice contestații se depun în intervalele menționate în regulament și sunt soluționate de echipa de arbitraj, deciziile fiind comunicate public.

## Identitate vizuală și comunicare
Relativity Robotics Challenge utilizează identitatea proprie a organizatorilor (liceu și echipa Relativity) și o prezență unitară în mediul digital. Materialele oficiale includ ghiduri, anunțuri tehnice, afișe și elemente grafice pentru fiecare ediție, publicate pe site și canalele sociale.